# Rollcentre Racing
Rollcentre Racing est une écurie de sport automobile britannique. Martin Short est le propriétaire de l'écurie.

## Histoire

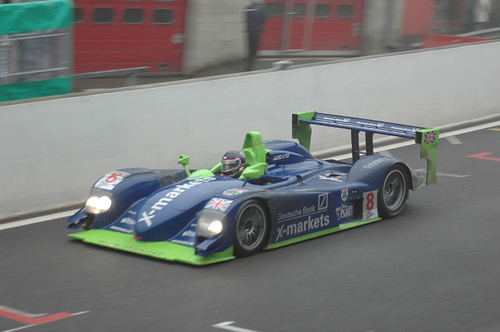
Vanina Ickx à bord de la Dallara SP1 lors des 1 000 kilomètres de Spa 2005.

L'écurie participe activement aux 24 Heures du Mans entre 2004 et 2008. En 2006, l'écurie termine cinquième de la catégorie LMP2 avec une Radical SR9 motorisée par Judd,.
L'année suivante, le Rollcentre Racing est de retour en catégorie LMP1, avec l'exploitation d'une Pescarolo 01 pilotée par Martin Short, João Barbosa et Stuart Hall ; elle franchit la ligne à la quatrième place du classement général. Après une onzième place en 2008, l'écurie n'est pas revenue aux 24 Heures du Mans,.
En février 2009, l'écurie britannique vend sa Pescarolo 01 au Mundil Racing,.

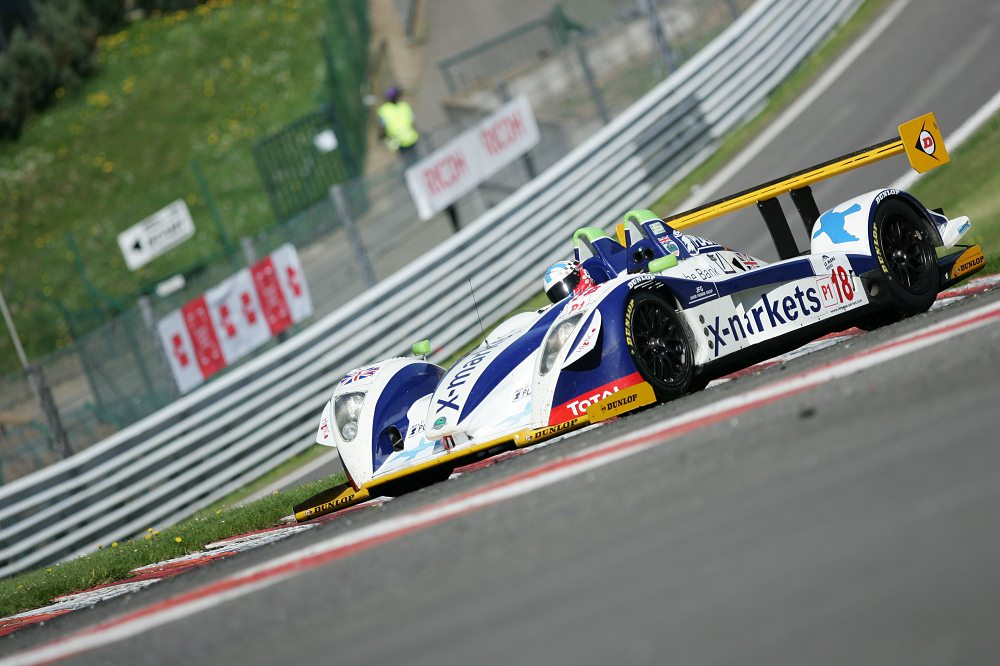
La Pescarolo 01 no 18 lors des 1 000 kilomètres de Spa 2008.

Fin 2014, Martin Short s'est intéressée à la nouvelle catégorie LMP3, il déclare : « Cela faisait six ans que j'attendais qu'un projet attire mon attention ! C'est fait ! Nous allons réceptionner notre voiture peu avant la première course de la saison à Silverstone, donc le calendrier sera assez serré, mais ce sera pareil pour tous les acheteurs de la Ginetta Juno. Pour le moment, je n'ai pas l'intention de prendre le volant, mais je mettrai mon expérience à profit pour diriger l'équipe aux côtés de l'ingénieur Lee Penn et faire figurer notre voiture aux avant-postes. Notre seul et unique but est d'obtenir la récompense offerte au vainqueur de la catégorie LM P3 en ELMS, c'est -à-dire l'invitation aux 24 Heures du Mans 2016 dans la catégorie LM P2. Nous cherchons désormais des pilotes et des partenaires pour l'aventure de Rollcentre Racing de retour au Mans »,,.
En avril 2016, avec une BMW M3 (E46) préparée, Rollcentre Racing remporte les 24 Heures de Silverstone, organisées dans le cadre des 24H Series,.
Fin 2016, l'écurie annonce l'engagement d'une Mercedes-AMG GT3 en championnat britannique des voitures de grand tourisme pour la saison 2017.